# Thalictrum leuconotum
Thalictrum leuconotum är en ranunkelväxtart som beskrevs av Adrien René Franchet. Thalictrum leuconotum ingår i släktet rutor, och familjen ranunkelväxter. Inga underarter finns listade i Catalogue of Life.